# Hannah Szenes
Hannah Szenes (hebrejski: חנה סנש, mađarski: Szenes Hanna; Budimpešta, 17. srpnja 1921. − Budimpešta, 7. studenog 1944.) bila je židovska pjesnikinja i padobranka koja je sudjelovala u antinacističkom otporu tijekom Drugog svjetskog rata. U Izraelu je nacionalni heroj.

## Životopis
Rođena je u Mađarskoj i emigrirala u Palestini ujesen 1939. za vrijeme britanskog mandata. Studirala je na poljoprivrednoj školi i živjela je u kibucu. Bojala se za majku koja je ostala u Budimpešti, stoga je odlučila vratiti se u Mađarsku. Bila je sudionik u posebnim padobranskim misijama, a obučavala je i britanske vojnike. Kasnije u ožujku 1944. spušta se padobranom u Jugoslaviju. Cilj joj je pomoći savezničkim polotima europskih Židova i antinacistima.
Nakon nekoliko mjeseci provedenih s jugoslavenskim partizanima, prelazi mađarsku granicu. Uskoro je uhvaćena, a zatim zatvorena i mučena zbog svog radioodašiljača. U listopadu 1944. suđeno joj je za veleizdaju, a pogubljena je mjesec dana kasnije. Nakon rata njezini ostaci su preneseni iz Budimpešte u Izrael, pokopana je u Jeruzalemu. Njezin dnevnik i pjesme su objavljeni nakon rata.

## Vanjske poveznice
- The Hannah Senesh Legacy Foundation
- Zionism & Israel – Hannah Senesh: Biography